# حاجي أباد درويش (خومة)
حاجي أباد درویش (بالفارسية: حاجی‌آباد درویش) هي قرية تقع في إيران في قسم خومة الریفي. يقدر عدد سكانها بـ 40 نسمة .